# De tegenpartij (Clouseau)
De tegenpartij is een nummer van de Belgische band Clouseau uit 2007. Het is de tweede single van hun vijftiende studioalbum Vonken & vuur.
De boodschap van het nummer is om naar de positieve dingen in het leven te kijken, ook al maak je zo veel ellende mee. Het nummer werd een grote hit in Vlaanderen, en bereikte de 4e positie in de Vlaamse Ultratop 50.